# Antoine Ferrein
Antoine Ferrein, né à Frespech (Lot-et-Garonne) le 25 octobre 1693 et mort à Paris le 28 février 1769, est un médecin et anatomiste français.

## Biographie
Sa famille était présente dans l’Agenais depuis de nombreuses générations. Il débuta ses études chez les Jésuites du collège d’Agen. Il les poursuivit ensuite à Cahors, en 1713, où il étudia simultanément le droit, la médecine et la théologie, sans abandonner les mathématiques, auxquelles il s’était consacré entre la classe de philosophie et son départ pour Cahors. La lecture de l’ouvrage de Giovanni Alfonso Borelli, De motu animalium, le conforta dans l’orientation de ses études. Elle lui permit de découvrir très tôt que, pour comprendre le fonctionnement du corps humain, il fallait associer les connaissances de l’anatomie à celles de la physique. Il continua ses études en anatomo-pathologie humaine et animale, à partir de 1714, à Montpellier, où il fut reçu bachelier deux ans plus tard. Il les interrompit pour s’installer en Provence, pour des raisons familiales. Il se fit vite remarquer par le milieu médical marseillais et fut chargé du cours d’anatomo-pathologie, tant à l’Hôtel-Dieu de Marseille qu’à l’école des chirurgiens de l’hôpital des forçats. Il enseignait aussi la chirurgie.
Il revint à Montpellier en 1728, pour finir sa licence, puis accéder au doctorat, le 27 septembre. Il fut nommé pour concourir à une chaire d’anatomie, en 1731, puis 1732, et, bien qu’il ait été classé premier par ses pairs, il ne fut pas retenu par le roi. Il quitta Montpellier pour Paris, la concurrente, pour y enseigner l’anatomie. Des membres influents de la cour lui proposèrent la création d’une troisième chaire à l’Université de Montpellier, mais il refusa et continua à donner des cours d’anatomie, très suivis dans la capitale. Il partit en Italie, fin 1733, en tant que médecin en chef des hôpitaux militaires, poste qu’il avait sollicité, pour y réorganiser la priorité et la qualité des soins. La France de Louis XV était en guerre contre l’Autriche et souhaitait libérer l'Italie du joug autrichien dans le cadre des jeux d’alliance de la guerre de succession de Pologne.
À son retour, en 1735, il fut chargé par le gouvernement d’aller soigner l’épidémie de suette qui sévissait dans le Vexin français. Ayant mis au point un traitement efficace, il fut envoyé au même motif dans la Brie. De retour à Paris, il se présenta à la faculté pour pouvoir exercer dans la ville, fut reçu bachelier le 26 août 1736, en licence en août 1738, puis au doctorat en octobre de la même année. Il fut nommé trois ans plus tard comme anatomiste, à l’Académie des sciences et l’année suivante comme professeur de médecine et de chirurgie au Collège royal. Toujours en 1742, il devint professeur de chirurgie à la Faculté de médecine de Paris. Il y fut également nommé professeur de pharmacie en 1745. On fit enfin appel à lui pour enseigner l’anatomie et la chirurgie au Jardin du roi, en 1751. Deux ans avant sa mort, il perdit la mémoire et ses facultés intellectuelles s’affaiblirent. Il décéda le 28 février 1769, à la suite d’une attaque d’apoplexie. Il fut inhumé à Paris, dans l’église Saint-André-des-Arts.

## Travaux
L’œuvre scientifique d'Antoine Ferrein comprend : les textes de sa dispute pour les deux chaires vacantes à Montpellier, publiés en 1732 ; le texte de sa thèse parisienne soutenue en 1738 ; deux observations médicales et huit mémoires présentés à l’Académie des sciences de 1733 à 1768. En 1751, un de ses élèves publia un abrégé de son cours de médecine. Un autre Cours de médecine pratique rédigé d’après les principes de M. Ferrein, puis Matière médicale, extraite des meilleurs auteurs, et principalement du traité des médicamens de M. Ferrein, etc., et enfin un manuel rédigé d’après ses leçons, Élémens de chirurgie pratique, ont paru après sa mort, respectivement en 1769, 1770 et 1771.

## Éponymie
- Corde de Ferrein : corde vocale
- Pyramides de Ferrein : « Zone du parenchyme rénal correspondant à la partie radiée du lobule cortical. Elle contient les portions droites des néphrons à anses courtes. »[1]

## Publications

### De la formation de la voix de  l’homme(1741)
Ferrein soutient dans son texte que l’organe de la voix est un instrument à cordes et à vent et que les différents tons sont déterminés par les différentes vibrations que l’air, sortant des poumons, imprime aux fibres tendineuses des bords de la glotte, auxquelles il a donné le nom de cordes vocales ou rubans de la glotte. Son mémoire remet en question les théories avancées jusque-là, y compris par ses prédécesseurs les plus proches, tels Claude Perrault ou son élève Denis Dodart. Pour cela, il réfute point par point les théories physiques et physiologiques proposées depuis deux millénaires, en s’appuyant : 
- sur les caractéristiques physiques inadéquates des instruments de musique mentionnés jusque-là par analogie : la comparaison avec un instrument à corde est pour lui plus pertinente (viole ou clavecin). L’air, qui vient des poumons et qui passe par la glotte, fait office d’archer ou de plumes (celles qui pincent les doubles cordes isochrones du clavecin), sur les fibres tendineuses de ses bords.
- sur des expériences faites à partir de larynx prélevés sur des cadavres (hommes ou animaux). Pour démontrer sa théorie, Ferrein soufflait dans la trachée en tenant les cordes vocales plus ou moins tendues. On entendait alors la voix monter ou baisser d’un ton (il faisait de même chez l’animal et obtenait le grognement du porc, le mugissement du bœuf ou le cri du chien). Il en conclut que le ton rendu par les cordes vocales est proportionnel à leurs différentes vibrations. Elles produisent un son aigu lorsque les vibrations sont fréquentes et un son grave lorsqu’elles sont peu nombreuses dans un temps donné. Les vibrations sont relatives à la tension, à la ténuité et à la brièveté.
- sur l’observation et la palpation des mouvements du larynx lors de la phonation.
- sur la réalisation d’une maquette : comme un instrument à corde et  à vent est encore inconnu en musique, il en a construit un, en bois et rubans, dans lequel on souffle et sur lequel il est possible de moduler la tension ou la longueur des rubans, afin d’obtenir des sons graves ou aigus.

### Autres œuvres
- Rapport de Buffon, Mairan et Ferrein sur la méthode de Pereire (1749) : Antoine Ferrein est l’un des trois cosignataires avec Buffon et Mairan du rapport remis à l’Académie royale des sciences le 9 juillet 1749, à la suite de la lecture par Jacob Rodrigue Péreire de son mémoire, relatant son art d’apprendre à parler aux sourds et muets de naissance, lors de la séance du 11 juin 1749
- Traité des maladies des yeux par Monsieur Ferrein, docteur en médecine des facultés de Montpellier et Paris, professeur en médecine au Collège royal et de chirurgie et d'anatomie au Jardin du Roy, membre de l'Académie royale des sciences de Paris, Paris le 10 novembre 1759 : cours manuscrit de Ferrein rédigé par J. B. Damas, accompagné d'un dessin en pleine page représentant la coupe de l'œil.
- Eléments de chirurgie pratique (1771) : rédigés et mis en ordre d'après les manuscrits de l'auteur par Hugues Gauthier (décédé vers 1778), médecin du roi.
- Cours de médecine pratique (1769) : rédigé d'après les principes de M. Ferrein, professeur de médecine au Collège-Royal, en anatomie au Jardin du Roi, et membre de l'Académie royale des sciences, par Louis-Danniel Arnault de Nobleville (1701 -1778), docteur en médecine[2]. L'ouvrage a fait l'objet d'une nouvelle édition augmentée tome premier en 1781 et d'une édition augmentée tome troisième en 1781

- Sur la structure du foie et sur ses vaisseaux (1733)
- De la formation de la voix de  l’homme (1741) consultable en ligne
- Observations sur de nouvelles artères et veines lymphatiques (1744) consultable en ligne
- Sur les mouvements de la mâchoire inférieure (1744) consultable en ligne
- Sur les mouvements des deux mâchoires (1744)
- Rapport de Buffon, Mairan et Ferrein sur la méthode de Pereire (1749) consultable en ligne
- Sur la structure des viscères nommés glanduleux et particulièrement sur celle des reins et du foie (1749) consultable en ligne
- Traité des maladies des yeux (1759) consultable en ligne
- Mémoire sur l'inflammation des viscères du bas ventre (1766)
- Mémoire sur le véritable sexe de ceux qu'on appelle hermaphrodites" (1767)
- Cours de médecine pratique (1769)
- Matière médicale extraite des meilleurs auteurs, et principalement du traité des médicamens de M. de Tournefort, et des leçons de M. Ferrein (1770)
- Eléments de chirurgie pratique (1771)